# Kreuzdachbildstock (Stangenroth, Nähe Forststraße, 1600)

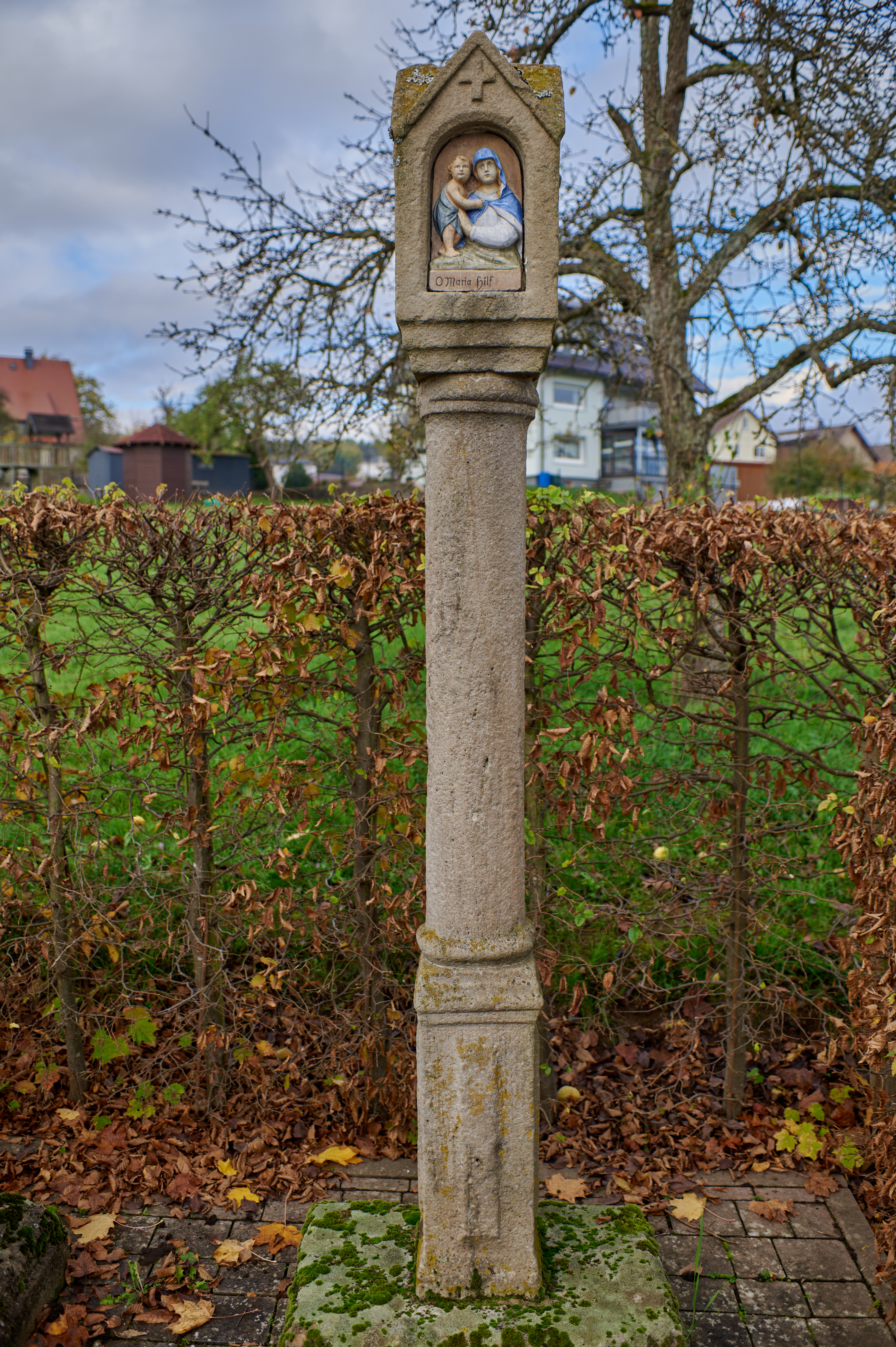
Kreuzdachbildstock in Stangenroth, Nähe Forststraße, um 1600

Der Kreuzdachbildstock Nähe Forststraße, um 1600 befindet sich in Stangenroth, einem Gemeindeteil des Marktes Burkardroth im unterfränkischen Landkreis Bad Kissingen in der Nähe der Forststraße. Dieser Kreuzdachbildstock und der Kreuzdachbildstock nahe der Forststraße von 1664 flankieren das Wegkreuz in der Nähe der Forststraße aus dem 18. Jahrhundert. Er stand früher vor der Kreuzbergstraße 149 und wurde im Jahr 1984 umgesetzt.
Der Bildstock gehört zu den Baudenkmälern von Burkardroth und ist unter der Nummer D-6-72-117-73 in der Bayerischen Denkmalliste registriert.

## Beschreibung
Der 231 cm hohe Kreuzhausbildstock besteht aus grauem Sandstein und entstand um das Jahr 1600.
Auf einem versenkten Fundament befinden sich ein prismatischer Sockel, ein konischer Schaft und ein Kreuzdachhaus. Der Sockel ist 68 cm hoch. Das 48,5 cm hohe, profilierte Gurtband hat unten die Abmessungen 23 cm × 23 cm und in der Mitte 21 cm × 21 cm. Das Prisma ist mit senkrechten (7 cm × 37 cm) plastisch hervorgehobenen Zierflächen und einem oben 13 cm breiten Gurtband mit Mittelwulst (23 cm × 23 cm) ausgestattet. Dann folgt ein 4 cm hoher Basisring der Säule, die 106 cm hoch ist und eine Basis mit einem Durchmesser von 18 cm hat. Kapitellring (4 cm) und Kapitellwulst (6 cm).
Das 57 cm hohe Kreuzdachhaus hat im Querschnitt die Maße 27 cm × 27,5 cm und steht auf einer zweistufigen, 8,3 cm hohen ausbauchenden Konsole.
Die Kreuzhauszier besteht aus:
a) Schauseite: im Giebeldreieck ein erhabenes Kreuz, darunter eine Nische mit Pilasterrahmen und Rundbogenabschluss. Darin befindet sich ein Halbrelief der Madonna mit Kind

b) rechts: im Giebeldreieck Kreuz. Darunter befindet sich eine aufgehende Sieberpalmette, darunter in lateinischen Großbuchstaben folgende Inschrift:

„TITTER

ICH RO

DENBE (das D ist seitenverkehrt)

RGER“

c) Rückseite: im Giebeldreieck plastisches Kreuz, darunter ovales, von zwei Kreuzen flankiertes Wappen. Darunter befindet sich vertieft im Feld folgende Inschrift in lateinischen Großbuchstaben:

„MICHEL S

CHREINER

HAT DIS (das D ist seitenverkehrt)

EN BILT

STOCK G

STIFT“

Das Wappen ist geviert:
1) Fränkischer Rechen

2) drei Ringe im Band

3) drei Ringe im Band

4) rechtswendiges Fähnlein
Bei dem Wappen handelt es sich um das Wappen des Würzburger Fürstbischofs Julius Echter von Mespelbrunn.